# USS Hobson (DD-464)
USS Hobson (DD-464/DMS-26), là một tàu khu trục lớp Gleaves được Hải quân Hoa Kỳ chế tạo trong Chiến tranh Thế giới thứ hai. Nó đã tham gia suốt Thế Chiến II, cải biến thành một tàu quét mìn cao tốc với ký hiệu lườn DMS-26, sống sót qua cuộc xung đột nhưng lại bị đắm do tai nạn va chạm với tàu sân bay Wasp (CV-18) tại Bắc Đại Tây Dương năm 1952. Nó là chiếc tàu chiến duy nhất của Hải quân Hoa Kỳ được đặt theo tên Chuẩn đô đốc Richmond Pearson Hobson (1870-1937), người được tặng thưởng Huân chương Danh dự trong cuộc Chiến tranh Tây Ban Nha-Hoa Kỳ và là Nghị sĩ tiểu bang Alabama.

## Thiết kế và chế tạo
Hobson được chế tạo tại Xưởng hải quân Charleston. Nó được đặt lườn vào ngày 14 tháng 11 năm 1940; được hạ thủy vào ngày 8 tháng 9 năm 1941, và được đỡ đầu bởi bà R. P. Hobson, vợ góa Chuẩn đô đốc Hobson. Con tàu được cho nhập biên chế cùng Hải quân Hoa Kỳ vào ngày 122 tháng 1 năm 1942 dưới quyền chỉ huy của Trung tá Hải quân R. N. McFarlane.

## Lịch sử hoạt động

### 1942
Sau khi hoàn tất việc chạy thử máy và huấn luyện ngoài khơi Casco Bay, Maine, Hobson tham gia cùng Ranger (CV-4) tại Norfolk, Virginia, và lên đường vào ngày 1 tháng 7 năm 1942 hộ tống chiếc tàu sân bay đi sang châu Phi. Vận chuyển một chuyến hàng 72 chiếc máy bay tiêm kích Curtiss P-40 Warhawk của Không lực Hoa Kỳ, Ranger đi đến nơi an toàn ngang qua Trinidad, chất dỡ các máy bay rồi quay về cùng Hobson vào ngày 5 tháng 8. Chiếc tàu khu trục tiến hành các hoạt động thực tập ngoài khơi Newport, Rhode Island và Norfolk cho đến ngày 3 tháng 10, khi nó rời Norfolk cho một chuyến hộ tống đến Bermuda.
Khi Đồng Minh chuẩn bị thực hiện Chiến dịch Torch, cuộc đổ bộ chiếm đóng lên Bắc Phi, Hobson gia nhập Đội Tấn công Trung tâm với vai trò chính là hộ tống vào bảo vệ cho Ranger, khi máy bay từ chiếc tàu sân bay hỗ trợ cho cuộc đổ bộ. Khởi hành từ Bermuda vào ngày 25 tháng 10, đội đi đến ngoài khơi Fedhala, Maroc vào ngày 8 tháng 11, và khi cuộc đổ bộ diễn ra đã hỗ trợ trên không hiệu quả. Máy bay của Ranger đã đánh trúng các khẩu đội pháo bờ biển, vô hiệu hóa thiết giáp hạm Jean Bart của phe Vichy, và sau đó giúp đánh trả cuộc phản công của các tàu chiến Pháp tại khu vực vận chuyển. Hobson tiếp tục hộ tống cho Ranger cho đến khi nó lên đường vào ngày 11 tháng 11, khi Đồng Minh đã hoàn toàn kiểm soát được khu vực tấn công, để quay trở về Norfolk.

### 1943
Sau khi về đến Norfolk vào ngày 27 tháng 11 năm 1942, Hobson hoạt động huấn luyện tại Casco Bay trước khi lên đường cùng một đoàn tàu vận tải đi sang vùng kênh đào Panama vào tháng 12. Nó lại tham gia cùng Ranger vào đầu năm 1943 trong hoạt động tuần tra chống tàu ngầm, khởi hành vào ngày 8 tháng 1 để tuần tra tại khu vực Tây Đại Tây Dương. Các đội tìm-diệt tàu ngầm xây dựng chung quanh các tàu sân bay như đội của Ranger đã đóng vai trò quan trọng vào việc bảo vệ tàu bè Đồng Minh khỏi các cuộc tấn công của tàu ngầm U-boat Đức, góp công lớn vào chiến thắng cuối cùng tại châu Âu. Hobson đã tham gia giải cứu một nhóm người sống sót từ chiếc SS St. Margaret bị đánh chìm ngoài khơi Bermuda vào ngày 2 tháng 3.
Vào tháng 4, Hobson và Ranger đi đến Argentia, Newfoundland và bắt đầu hoạt động từ căn cứ này. Chúng bảo vệ trên không cho các đoàn tàu vận tải và tuần tra chống tàu ngầm, và vào tháng 7 đã có vinh dự hộ tống cho chiếc RMS Queen Mary, đưa Thủ tướng Anh Quốc Winston Churchill đi tham dự Hội nghị Quebec. Nó quay trở về Boston vào ngày 27 tháng 7 để chuẩn bị nhận nhiệm vụ mới.
Hobson lên đường cùng Ranger và các tàu chiến khác vào ngày 5 tháng 8 để gia nhập Hạm đội Nhà tại Scapa Flow. Đến nơi vào ngày 19 tháng 8, nó hoạt động phối hợp cùng Hải quân Hoàng gia Anh tại các vùng biển Bắc, bảo vệ cho các đoàn tàu vận tải tiếp liệu thiết yếu đi sang Nga. Đang khi ở lại Scapa Flow vào ngày 21 tháng 9, nó được Bộ trưởng Hải quân Frank Knox và Đô đốc Harold Rainsford Stark thị sát. Nó tháp tùng Ranger trong một cuộc không kích vào các ngày 2-4 tháng 10 nhắm vào tàu bè Đức tại Bodø, Na Uy; và sau chiến dịch này nó tiếp tục hoạt động cùng Hạm đội Nhà. Nó hộ tống tàu sân bay HMS Formidable trong các hoạt động không lực trong tháng 11, và sau hai chuyến hộ tống vận tải đến Iceland, đã quay trở về Boston, Hoa Kỳ vào ngày 3 tháng 12.

### 1944
Trong hai tháng đầu năm 1944, Hobson huấn luyện tại vịnh Chesapeake và hoạt động cùng các tàu sân bay tại khu vực giữa vùng bờ Đông và quần đảo Bermuda. Nó tham gia cùng tàu sân bay hộ tống Bogue và các tàu hộ tống khác tại Norfolk, khởi hành vào ngày 26 tháng 2. Các đội tìm-diệt này đã đóng một vai trò quan trọng trong việc đánh đuổi các tàu ngầm U-boat Đức khỏi các tuyến vận chuyển hàng hải quan trọng. Sau khi tuần tra ngoài khơi trong hơn hai tuần, các tàu khu trục đã phát hiện một vệt dầu loang, bắt được tín hiệu sonar, rồi tiến hành tấn công bằng mìn sâu vào xế trưa ngày 13 tháng 3. Tàu ngầm U-boat U-575 đã bị hư hại nặng và bị buộc phải nổi lên mặt nước, nơi hải pháo của Hobson và các tàu khác đã đánh chìm nó. Sau các đợt càn quét tàu ngầm khác xa về phía Đông đến tận quần đảo Azores, nó quay trở về Boston vào ngày 2 tháng 4.

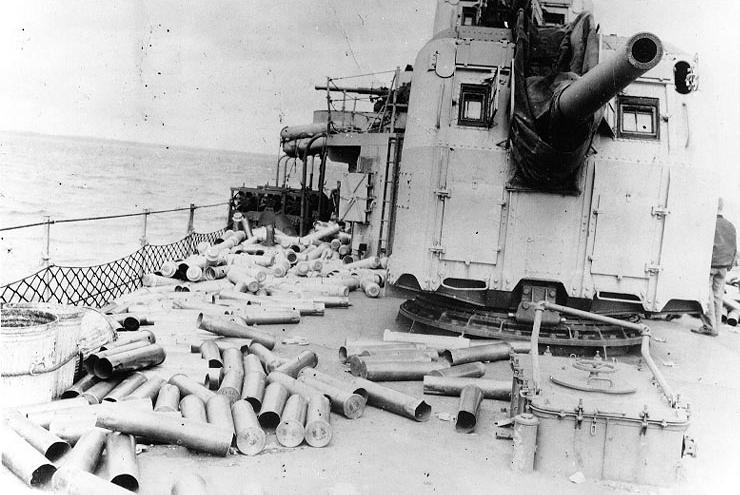
Vỏ đạn pháo 5 inch/38 caliber vương vải trên sàn tàu, sau khi bắn phá hỗ trợ cuộc Đổ bộ Normandy ngoài khơi bãi Utah, 6 tháng 6 năm 1944. Ảnh chụp tại sàn sau con tàu, với bệ pháo 54 bên phải.

Trong một thời gian dài, Đồng Minh đã tập trung lực lượng và phương tiện tại Anh chuẩn bị cho Chiến dịch Overlord, cuộc Đổ bộ Normandy; và Hobson đã khởi hành vào ngày 21 tháng 4, tham gia lực lượng khổng lồ vận chuyển và bảo vệ binh lính. Nó trải qua một tháng tuần tra ngoài khơi Bắc Ireland, rồi đi đến Plymouth vào ngày 21 tháng 5, làm những công việc chuẩn bị cuối cùng cho cuộc tấn công. Được phân về Lực lượng Tấn công lên bãi Utah dưới quyền Chuẩn đô đốc Don P. Moon, nó đi đến ngoài khơi Normandy cùng các con tàu khác của đội bắn phá lúc 01 giờ 40 phút ngày 6 tháng 6, và nổ súng vào các khẩu đội pháo bờ biển của Đức. Trong những giờ đổ bộ đầu tiên, tàu chị em Corry (DD-463) bị trúng mìn và bị đắm; và sau đó nó cùng Fitch (DD-462) khai hỏa vào các vị trí của quân Đức trên bờ, đồng thời cứu vớt những người sống sót. Chiếc tàu khu trục tiếp tục bắn pháo hỗ trợ cho đến khi quay trở về Plymouth vào xế chiều hôm đó.
Hobson quay trở lại tuyến đầu vào ngày 8 tháng 6 bảo vệ cho khu vực tấn công. Nó cũng gây nhiễu các quả bom lượn điều khiển bằng vô tuyến do đối phương phóng ra trong các ngày 9 đến 11 tháng 6, và bảo vệ cho các đoàn tàu vận tải vượt qua eo biển Manche. Do nhu cầu của phe Đồng Minh cần có một cảng tốt trên bờ biển nước Pháp, nó đi đến Cherbourg vào ngày 25 tháng 6 trợ giúp cho cuộc bắn phá xuống cảng này. Nó đã bắn vào các khẩu đội pháo hạng nặng đối phương, hộ tống cho các thiết giáp hạm Texas (BB-35) và Arkansas (BB-33); và khi các tàu chiến khổng lồ này bị hỏa lực pháo đối phương vây bủa, nó đã cùng Plunkett (DD-431) thả các màn khói ngụy trang bảo vệ cho chúng rút lui. Vài ngày sau đó, Đồng Minh chiếm được Cherbourg.
Nhiệm vụ tiếp theo của Hobsonlà tại Địa Trung Hải, nơi nó đi đến Mers-el-Kébir, Algérievào ngày 11 tháng 7, và trong một tháng đã làm nhiệm vụ hộ tống vận tải đi và đến Taranto, Ý. Gia nhập Lực lượng Tấn công Delta dưới quyền Chuẩn đô đốc Bertram J. Rodgers, nó khởi hành từ Taranto vào ngày 11 tháng 8 để tham gia Chiến dịch Dragoon, cuộc đổ bộ của lực lượng Đồng Minh lên miền Nam nước Pháp. Sáng sớm ngày 15 tháng 8, nó hoạt động như tàu trinh sát pháo binh cho thiết giáp hạm Nevada (BB-36) trong việc bắn phá chuẩn bị; và khi lực lượng đổ bộ lên bờ, nó trực tiếp hỗ trợ bằng dàn pháo chính của mình. Nó ở lại khu vực tấn công cho đến chiều tối hôm sau, đi đến Palermo vào ngày 17 tháng 8 để làm nhiệm vụ hộ tống vận tải tại Địa Trung Hải.
Khi nhịp độ tấn công của Đồng Minh ngày càng tăng cao, Hobson hoạt động trong vai trò hộ tống vận tải giữa Algeria, Ý và Pháp, bảo vệ các tuyến vận tải tiếp liệu và binh lính trọng yếu. Nó lên đường quay trở về Hoa Kỳ vào ngày 25 tháng 10, đi đến Charleston, South Carolina ngang qua Bermuda vào ngày 10 tháng 11. Nó đi vào Xưởng hải quân Charleston để được cải biến thành một tàu khu trục quét mìn, và được xếp lại lớp với ký hiệu lườn mới DMS-26 vào ngày 15 tháng 11 năm 1944. Cho đến tháng 12, nó chạy thử máy và huấn luyện ngoài khơi Charleston và Norfolk.

### 1945
Hobson lên đường vảo ngày 4 tháng 1 năm 1945, băng qua kênh đào Panama để tham gia lực lượng được bố trí chống Nhật Bản tại Mặt trận Thái Bình Dương. Đi đến Trân Châu Cảng vào ngày 11 tháng 2, con tàu trải qua những đợt huấn luyện quét mìn bổ sung trước khi lên đường vào ngày 24 tháng 2 để đi Eniwetok, tham gia một trong những chiến dịch đổ bộ lớn nhất, cũng là cuối cùng tại khu vực Thái Bình Dương, Trận Okinawa.
Khởi hành vào ngày 19 tháng 3 cùng với đội quét mìn, Hobson đi đến Okinawa trước lực lượng đổ bộ để càn quét khu vực ngoài khơi, thường xuyên bị máy bay Nhật Bản tấn công. Khi cuộc đổ bộ bắt đầu vào ngày 1 tháng 4, con tàu làm nhiệm vụ tuần tra và bắn pháo sáng ban đêm trong những ngày căng thẳng đầu tiên của chiến dịch. Khi những cuộc không kích cảm tử của đối phương bị đẩy lui với tổn thất lớn, Hobson được huy động vào ngày 13 tháng 4 để đảm nhiệm vai trò cột mốc radar thay thế cho tàu khu trục Mannert L. Abele (DD-733), vốn bị đánh chìm bởi một cuộc không kích nặng nề tối hôm trước. Nó tiếp tục làm nhiệm vụ cột mốc và quét mìn cho đến ngày 16 tháng 4, khi một cuộc tấn công cảm tử khác nhắm vào nó lúc 09 giờ 00. Con tàu bắn rơi một kẻ tấn công, nhưng một chiếc khác đã đâm bổ vào Pringle (DD-477), gây ra một vụ nổ lớn. Chỉ một phút sau, một máy bay khác bị bắn rơi ngay sát bên mạn phải con tàu, nhưng quả bom của nó phát nổ trên sàn chính, gây ra một đám cháy lớn. Vẫn tiếp tục chiến đấu chống những chiếc kamikaze, con tàu phục hồi được động lực, chiến đấu dập lửa, và vớt được trên 100 người sống sót từ chiếc Pringle đang chìm.
Sau đợt tấn công, Hobson thả neo tại Kerama Retto, quay trở về Ulithi vào ngày 29 tháng 4, và về đến Trân Châu Cảng vào ngày 16 tháng 5. Sau đó nó lên đường, đi ngang qua San Diego, California và kênh đào Panama, đi đến Xưởng hải quân Norfolk vào ngày 16 tháng 6 để được sửa chữa.

### Sau chiến tranh

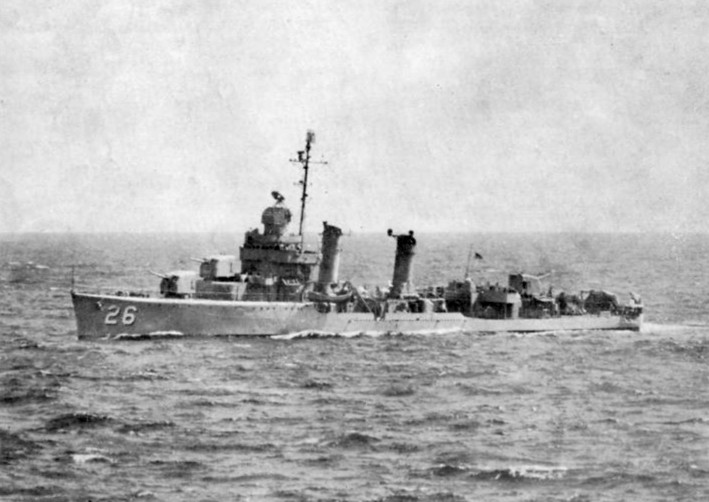
Tàu quét mìn USS Hobson (DMS-26) trên đường đi, năm 1948.

Đế quốc Nhật Bản chấp nhận đầu hàng không điều kiện trong khi Hobson vẫn đang được sửa chữa. Sau khi hoàn tất chạy thử máy huấn luyện, nó trải qua tháng 2 năm 1946 hoạt động quét mìn ngoài khơi Yorktown, Virginia. Trong thời gian còn lại của năm, nó hoạt động huấn luyện và thực tập tại vùng biển Caribe và ngoài khơi Norfolk. Cho đến năm 1950, con tàu tiếp tục hoạt động ngoài khơi vùng bờ Đông và vùng biển Caribe trong các hoạt động đổ bộ và quét mìn. Vào cuối năm 1948, nó viếng thăm Argentia và Halifax, Nova Scotia trong các hoạt động quét mìn phối hợp cùng các tàu chiến Canada. Khi Chiến tranh Triều Tiên nổ ra vào tháng 6 năm 1950, cường độ huấn luyện quét mìn của con tàu được tăng cường. Nó tham gia các cuộc thực tập đổ bộ ngoài khơi North Carolina và tại Puerto Rico trong những năm 1950-1951, và tham gia các hoạt động tàu sân bay như một tàu canh phòng máy bay và tàu hộ tống.
Trong một hoạt động như vậy vào đêm 26 tháng 4 năm 1952, Hobson đang di chuyển trong đội hình cùng tàu sân bay Wasp (CV-18) khoảng 600 nmi (1.100 km) về phía Tây Azores ở tọa độ 38°27′B 41°21′T / 38,45°B 41,35°T. Wasp cần đổi hướng để thu hồi máy bay. Các tàu hộ tống cho chiếc tàu sân bay có hai lựa chọn: đi chậm lại và để cho Wasp bẻ lái, hoặc vượt ngang trước mũi chiếc tàu sân bay. Hạm trưởng chỉ huy của Hobson, Thiếu tá Hải quân W.J. Tierney, và sĩ quan cầu tàu Đại úy Hải quân William Hoefer, bất đồng ý kiến về phương án thực hiện. Vị chỉ huy thắng thế cuộc tranh luận và quyết định cắt ngang mũi chiếc tàu sân bay; trong khi Đại úy Hoefer thông báo trên phóng thanh: "Chuẩn bị va chạm!, Chuẩn bị va chạm!". Hobson vượt ngang mũi và bị chiếc tàu sân bay đâm trúng giữa tàu. Lực va chạm khiến chiếc tàu khu trục bị lật ngang và bị cắt làm đôi. Rodman (DD-456) và Wasp đã cứu vớt nhiều người sống sót, nhưng 176 người đã bị mất cùng con tàu, kể cả thiếu tá Tierney. Do không có thời gian mặc áo phao, nhiều người phải bơi giữa dòng nước Đại Tây Dương trong gần bốn giờ.

## Phần thưởng
Hobson được tặng thưởng sáu Ngôi sao Chiến trận do thành tích phục vụ trong Thế Chiến II. Nó còn chia sẻ danh hiệu Đơn vị Tuyên dương Tổng thống cùng các con tàu trong đội đặc nhiệm tàu sân bay hộ tống Bogue (CVE-9).